# Księżyno-Kolonia
Księżyno-Kolonia – wieś położona w województwie podlaskim, w powiecie białostockim, w gminie Juchnowiec Kościelny.
W latach 1975–1998 miejscowość administracyjnie należała do województwa białostockiego.
Wierni kościoła rzymskokatolickiego należą do parafii św. Józefa Rzemieślnika w Księżynie.

## Historia
Pierwotnie teren ten zwał się Woroszyłowszczyzną. Nazwę swą wziął od smolników - braci Woroszyłków, którzy w roku 1530 tutaj mieli swoją siedzibę.
Na przełomie XVII i XVIII w. folwark Woroszyłowszczyzna był przekazany proboszczowi juchnowieckiemu.
Znane są dwa dokumenty przekazania folwarku, pierwszy z 17 lipca 1671 i drugi z 28 stycznia 1702.
Woroszyłowszczyzna przez długie lata była małą osadą. Zamieszkiwała tu tylko jedna rodzina.
W roku 1886 Bernard Zaczeniuk (pochodzący z Koplan) kupił folwark Woroszyłowszczyzna. Zbudował tu dom i założył rodzinę.
W latach 80. XIX w. powstała kompozycja dworska. Józef Zaczeniuk (syn Jakuba a wnuk Bernarda) wzniósł murowany dom mieszkalny na wzgórzu, które opadało w kierunku rzeczki Horodnianki. Oś główna domu wiodła w kierunku cmentarza dworskiego w sąsiednich Ignatkach. Dom był usytuowany przy drodze biegnącej z dworu w Horodnianach do Juchnowca Kościelnego. W dworze było tłoczno i gwarno – Józef miał dwanaścioro rodzeństwa. W czasie II wojny w ganek dworu uderzył radziecki pocisk artyleryjski, na szczęście nie wyrządził większych szkód. Niemcy planowali wysadzenie obiektu lecz w ostatniej chwili się rozmyślili. Do dziś miejscowość zamieszkują potomkowie Bernarda.
W 1926 szkołę z Horodnian przeniesiono do Księżyna, gdzie zajmowała pół domu Zaczeniuków. Przez dwa lata jedyną nauczycielką była Maria Gusnar. Po jej odejściu, w roku 1928/29, rozpoczął pracę w szkole Henryk Banulewicz. W 1931/32 przybył drugi nauczyciel – Czesław Sucharski, szkoła miała już pięć klas. Zaczęto wynajmować dodatkowo jedną izbę w domu Żółkowskich. W 1934/35 szkołę przeniesiono do nowego jeszcze niewykończonego budynku w Księżynie.